# Провайн
„Провайн“ е водещ международен търговски панаир за вино и спиртни напитки.
Панаирът на виното се провежда в Дюселдорф всеки март от 1994 г. насам. Организатор на търговското изложение е „Месе Дюселдорф“, което заедно с „Провайн“ следва концепцията за предоставяне на международен преглед на виното.
През 2018 г. „Провайн“ се провежда от 18 до 20 март. От 2015 г. „Месе Дюселдорф“ открива клонове с изложения на „Провайн Чайна“ в Шанхай и „Провайн Ейжа“ в Сингапур / Хонконг, за да се достигне по-добре до азиатския пазар. „Провайн Ейжа“ се провежда от 24 до 27 Април 2018 г. в Сингапур. 
За разлика от конкурентните изложения за вино в Бордо (Винекспо) или Верона ( Винитали ), фокусът на панаира е върху дегустация или оценката . През 2010 г. панаирът има 3395 изложители от 51 държави, които представят своите продукти на 36 417 посетители. Само шест години по-късно броят на изложителите се е удвоил до почти 6 200 от 59 държави. Посетителите идват от 126 страни по света. Най-големите изложители са Италия (1500), Франция (1300) и Германия (1000). 
- Топ 10 на страните по произход за търговски посетители (след Германия) са: Холандия, Франция, Австрия, Испания, Италия, Великобритания, Дания, Полша, Швеция.
- Търговските посетители идват главно от сферата на търговията на дребно (2007: 52 процента) и ресторантьорството / хотелиерството (2007: 14 процента).
- „Провайн“ е търговски панаир за вземащите решения: 83 % от търговските посетители участват в решенията за поръчки.
- „Провайн 2013“ се провежда от 24 до 26 март 2013 г. На това изложение броят на посетителите нараства до над 44 000 в сравнение с предходната година (40 667), докато броят на изложителите нараства до 4387.
- „Провайн 2014“ се провежда от 23 до 25 март 2014 г. Броят на посетителите нарасна със 7 % до около 48 000, а този на изложителите до 4830. Изложителите са от 47 държави. Броят на посетителите от Китайската народна република и Хонконг се е удвоил. 70 процента от посетителите заемат ръководни длъжности. [3]
- „Провайн“ се провежда от 15 до 17 март 2015 г. Броят на посетителите вече е 52 000 търговски посетители от 123 държави, с 13 държави повече в сравнение с предходната година. Професионалистите се интересуват от шампанско (20 %), пенливо вино и пенливи вина (19 %) и спиртни напитки (21 %). Търсенето на немско вино нарасна до 59 % от посетителите.
- „Провайн“ се провежда от 13 до 15 март 2016 г. Броят на посетителите нарасна с 6 процента до около 55 000, а този на изложителите до 6 200. Изложителите са били от 59 държави. Повече от половината посетители идват от чужбина. 420 изложители от 30 страни показват своя асортимент от спиртни напитки. [4]
- „Провайн“ се провежда от 19 до 21 март 2017 г. На събитието присъстват 58 502 посетители и 6615 изложители от 60 държави [5]

След гласуване сред читателите на Харпърс Уайн енд Спирит Трейд Ревю, „Провайн“най-важният международен панаир на виното.  Тази оценка се споделя от Джеймс Уелс от австралийската специализирана медия Дъ Шаут и Джеймс Уилмор от британската специализирана среда „Само за напитки“. 